# 卞永譽

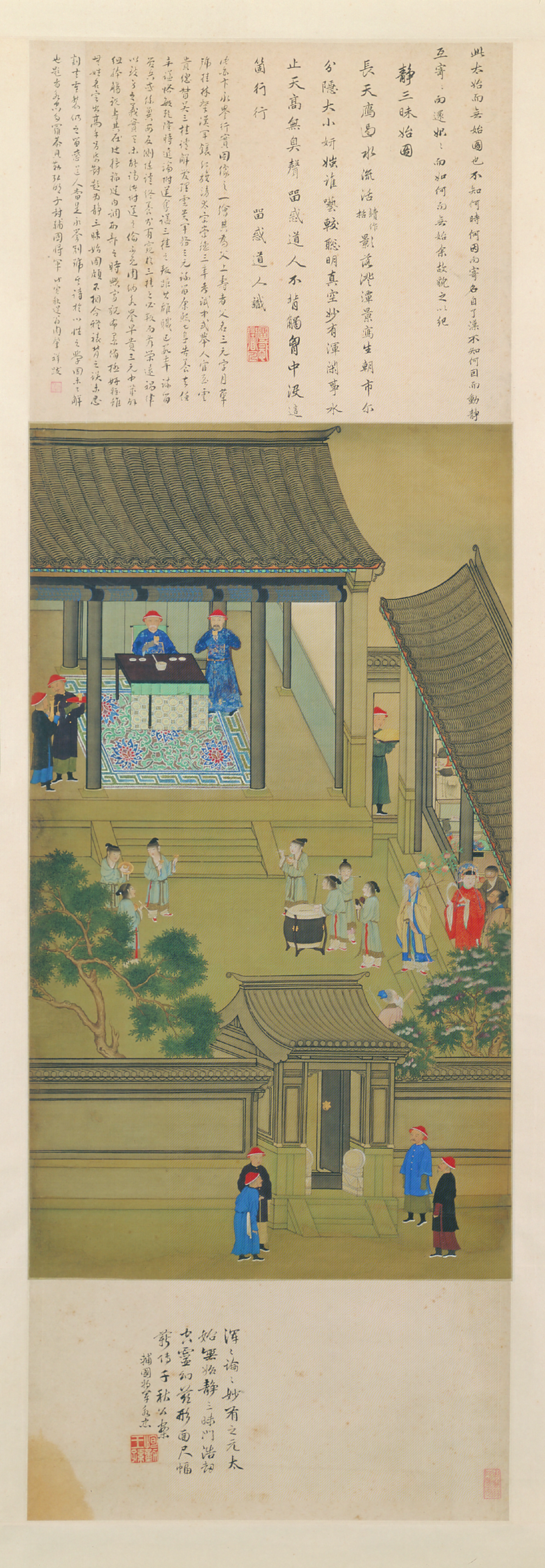
卞永誉为父上寿图（北京故宫博物院藏）

卞永譽（1645年—1712年），字令之，号仙客，汉军镶红旗人，清朝官員，卞三元子。

## 生平
荫生出身。1686年擔任福建巡撫，官至刑部左侍郎。工书画，以善于鉴赏与宋荦并称。著有《式古堂集》、《式古堂書畫匯考》六十卷（录入《钦定八旗通志：艺文志》卷120）、《式古堂朱墨書畫紀》。

## 家庭
- 父雲貴總督卞三元。
- 胞兄康熙丙辰三甲進士卞永寧；卞永吉，锦州知州。
- 子卞之綸。
- 女卞淑媛，工写花卉、人物（载施淑儀《淸代閨閣詩人徴略》）。
- 孙儿卞兆清，江蘇上元縣知縣。
- 曾孙女卞氏，嫁三等辅国将军永忠。